# Tre cose
Tre cose è un brano musicale della cantante italo-marocchina Malika Ayane che è stato reso disponibile in rotazione radiofonica e sul portale musicale di iTunes a partire dal 27 luglio 2012, estratto come primo singolo dal suo terzo album di inediti Ricreazione, pubblicato il 18 settembre 2012 dall'etichetta discografica Sugar Music.
Tre cose ha raggiunto il primo posto nella classifica Music Control, che monitora i passaggi radiofonici in Italia, scalzando dalla vetta il brano Guardian della cantautrice Alanis Morissette.

## Il brano
Il brano Tre cose è stato scritto da Alessandro Raina e dalla stessa Malika Ayane.

## Il video
Il video musicale di Tre cose è stato diretto da Federico Burgia, marito della stessa Malika Ayane. Il video è ispirato al film La donna è donna di Jean-Luc Godard, interpretato da Anna Karina, Jean-Paul Belmondo e Jean-Claude Brialy. Esso mostra la cantante che si trova in una casa con due uomini mentre canta, e successivamente finisce col trovarsi nello stesso letto tutti e tre insieme.

## Tracce
Download digitale
1. Tre cose - (testo: Alessandro Raina – musica: Alessandro Raina, Malika Ayane) - 5:01

## Formazione
- Malika Ayane – voce, produzione, arrangiamento
- Carlo Gaudiello – pianoforte, battito di mani
- Stefano Brandoni – chitarra, ukulele, battito di mani
- Marco Mariniello – basso, battito di mani
- Phil Mer – batteria, battito di mani
- Christian Petrini, Diletta Moreschi, Emiliano Alborghetti, Francesco Moreschi, Giulia Monti, Giuseppe Salvadori, Jacopo Dorici, Nicola Russo, Paolo Pinna – battito di mani
- Orchestra sinfonica nazionale ceca – orchestra d'archi
- Daniele Parziani – direzione archi
- Giampaolo Mazzamuto – flicorno soprano
- Chris Costa, Marco Guerzoni – cori

## Classifiche
| Classifica (2012) | Posizione massima |
| ----------------- | ----------------- |
| Italia            | 13                |

### Classifiche di fine anno
| Classifica (2012) | Posizione |
| ----------------- | --------- |
| Italia            | 62        |